# NGC 187
NGC 187 é uma galáxia espiral (Sc) localizada na direcção da constelação de Cetus. Possui uma declinação de -14° 39' 23" e uma ascensão recta de 0 horas, 39 minutos e 30,2 segundos.
A galáxia NGC 187 foi descoberta em 1886 por Ormond Stone.